# Ferdinand Hochstetter (Mediziner)

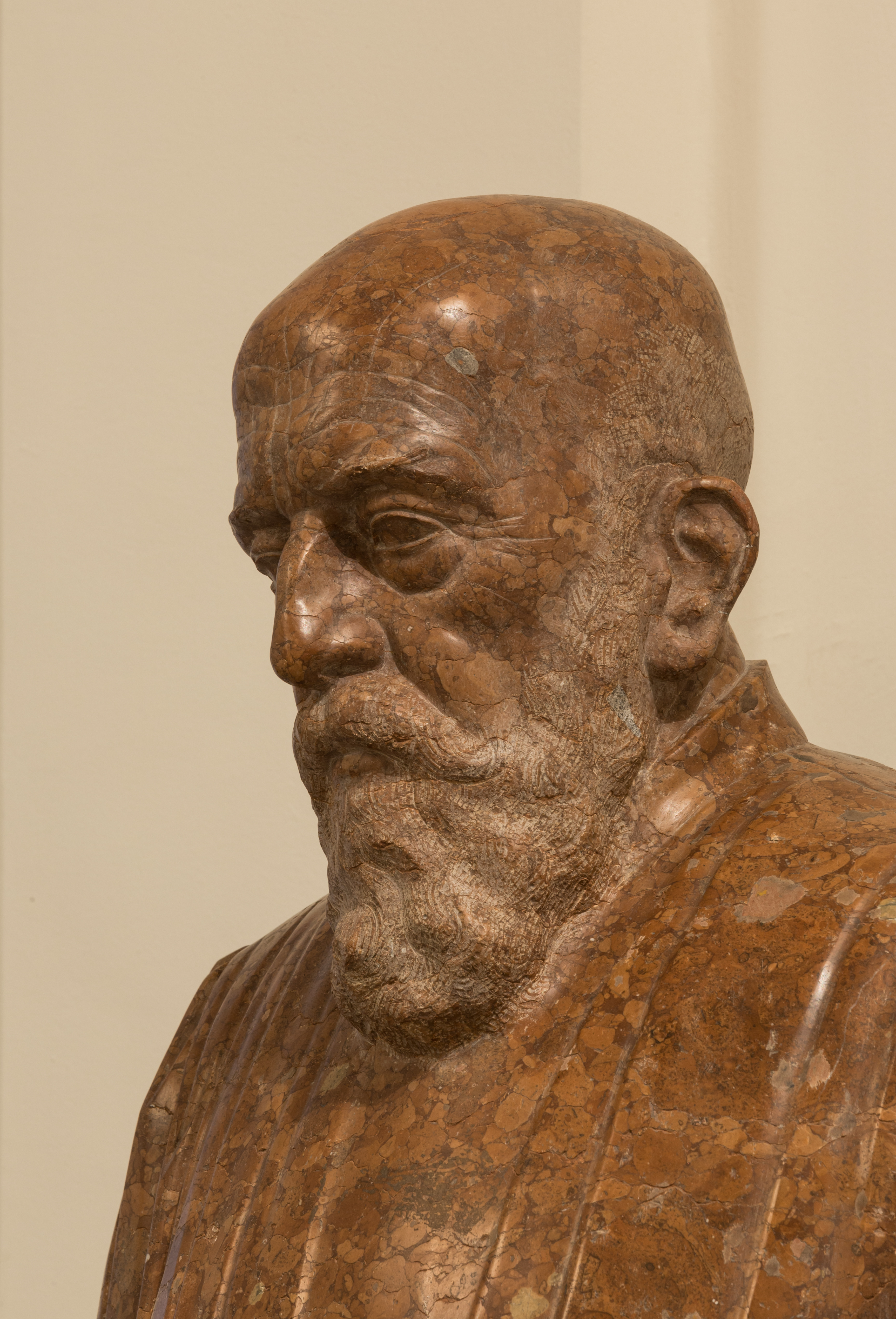
Büste Hochstetters in der Aula der Österreichischen Akademie der Wissenschaften von Wilhelm Frass (1954)

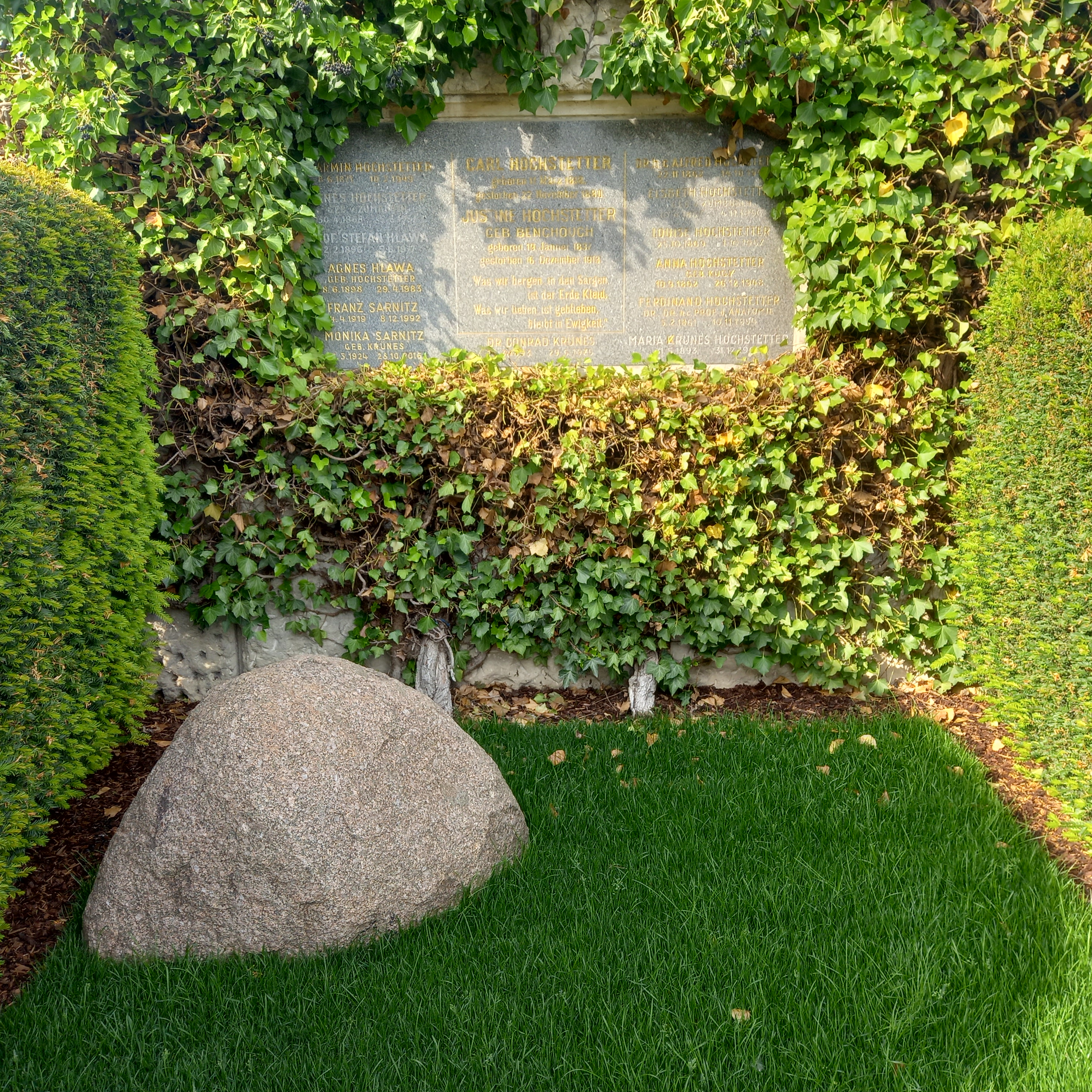
Das Grab von Ferdinand Hochstetter und seiner Ehefrau Anna geborene Kugy auf dem Grinzinger Friedhof in Wien

Ferdinand Hochstetter (* 5. Februar 1861 in Hruschau, Kronland Österreichisch-Schlesien; † 10. November 1954 in Wien) war ein österreichischer Anatom und ein Experte auf den Gebieten der vergleichenden und systematischen Anatomie sowie der vergleichenden Embryologie.

## Leben
Der Sohn des Carl Christian Hochstetter (1818–1880) und der Justine Elisabeth Bengough war bereits während des Studiums an der Universität Wien Demonstrator und seit 1884 Assistent von Carl Langer Ritter von Edenberg (1819–1887) am Anatomischen Institut, wurde 1885 promoviert und stand von 1887/88 bis zur Berufung Emil Zuckerkandls als Supplent dem I. Anatomischen Institut vor. 1888 habilitierte er sich dort, wurde 1892 außerordentlicher Professor und folgte 1896 einem Ruf als ordentlicher Professor an die Universität Innsbruck. Hochstetter kehrte 1908 als Vorstand des II. Anatomischen Instituts an die Universität Wien zurück. Er war seit 1900 korrespondierendes, seit 1911 wirkliches Mitglied der Österreichischen Akademie der Wissenschaften.
1925 wurde Hochstetter in die Deutsche Akademie der Naturforscher Leopoldina gewählt. 1928 wurde er zum korrespondierenden Mitglied der Bayerischen Akademie der Wissenschaften gewählt. Nach seiner Emeritierung 1932 widmete er sich in einem Labor der ehemaligen Medizinischen Militärakademie weiterhin seinen Forschungen. Hochstetter befasste sich vor allem mit vergleichender Anatomie und der Entwicklungsgeschichte der großen Gefäße, des Herzens und des Gehirns, arbeitete neue Präparationsmethoden aus und führte die Konservierung durch Paraffindurchtränkung und Chromierung ein.
Die von ihm entwickelte Paraffin-Durchtränkung lässt sich auch zur Leichenkonservierung verwenden. Dabei wird das Präparat oder der Leichnam zunächst durch Injizieren von Formalin mit Chlor-Zink-Zusatz durch die Arterien fixiert, und danach durch Behandlung mit Alkohol unter Zugabe eines wasserentziehenden Stoffes (geglühtes Kupfersulfat) völlig entwässert. Dieser Teil des Verfahrens wird mit Alkohol in steigender Konzentration durchgeführt und kann mehrere Monate dauern. Anschließend wird der Alkohol im Leichnam durch eine alkohollösliche Flüssigkeit, die zugleich auch paraffinlöslich und wasserfrei sein muss, verdrängt und durch Vorharze wie Terpentin, Xylol, Benzol oder Chloroform ersetzt. Anstelle einer flüssig bleibenden Infusion wird dann in der Hitze verflüssigtes Paraffin eingeführt und das Gewebe des Leichnams so durchtränkt, dass nach Abkühlung und Erstarrung des Paraffins ein unbegrenzt haltbarer Körper entsteht. Diese Methode gestattet es sogar, das Gewebe nach beliebiger Zeit noch histologisch zu untersuchen. Zudem ist ein derartig behandelter Leichnam gegen Verwitterungseinflüsse geschützt. Es heißt, dass diese erfolgreiche Konservierungstechnik eng mit jenem Verfahren verwandt ist, das nach 1924 bei der Leiche Lenins angewandt wurde. Hochstetters Methode wurde auch dazu verwendet, den 1998 vollständig erhalten aufgefundenen Leichnam des Ordensgründers Anton Maria Schwartz († 1929)  für die Zukunft dauerhaft zu konservieren, so dass er nach seiner Seligsprechung in einem Glassarg beigesetzt werden konnte.
Seit 1921 führte Hochstetter  den Anatomischen Atlas für Studierende und Ärzte seines Vorgängers auf dem Lehrstuhl, Carl Toldt (1840–1920), weiter. Zu seinen Schülern zählte unter anderem Konrad Lorenz.
Im Jahr 1941 erhielt Hochstetter  die Goethe-Medaille für Kunst und Wissenschaft.
Hochstetter wurde am Grinzinger Friedhof bestattet.

## Veröffentlichungen (Auswahl)
- F. Hochstetter: Beiträge zur Entwicklungsgeschichte der europäischen Sumpfschildkröte (Emys lutaria Marsili). Aus der Kaiserlich-Königlichen Hof- und Staatsdruckerei in Kommission bei Alfred Hölder, Wien 1907. (Digitalisat – Internet Archive)
- F. Hochstetter: Beiträge zur Entwicklungsgeschichte des menschlichen Gehirns. 1. Teil. Deuticke, Leipzig und Wien 1919 (Digitalisat – Internet Archive)
- F. Hochstetter: Beiträge zur Entwicklungsgeschichte des menschlichen Gehirns. 2. Teil. Deuticke, Leipzig und Wien 1929
- F. Hochstetter: Kurze Anweisung wie bei der Zergliederung ganzer Leichen und abgetrennter Gliedmaßen am zweckmäßigsten vorzugehen ist. Selbstverlag, um 1920.
- F. Hochstetter (Hrsg.): Anatomischer Atlas für Studierende und Ärzte. (3. Bände) Urban & Schwarzenberg, Berlin 1921, 11. Auflage. (Herausgeberschaft bis mind. zur 22. Auflage)